# Irma Andazola Gómez
Socorro Irma Andazola Gómez (22 de septiembre de 1964-Tijuana, Baja California, 23 de mayo de 2024) fue una política mexicana, miembro del partido Movimiento Regeneración Nacional (Morena). Fue diputada federal para el periodo de 2018 a 2021, reelegida para el de 2021 a 2024 y de nuevo para el de 2024 a 2027. 

## Biografía
Fue licenciada en Derecho por el Centro de Estudios Superiores UNEA. Ha ejercido su profesión como ministerio público del juzgado segundo de lo penal en la Procuraduría General de Justicia de Baja California y como asistente en el juzgado segundo de lo penal y octavo de lo penal del Poder Judicial de Baja California.
En 2010 se integró en la organización que se convertiría en Morena y en 2011 ocupó el cargo de coordinadora de Organización, y de 2012 a 2021 ha sido consejara estatal del partido en Baja California. 
En las elecciones federales de 2018 es postulada candidata a diputada federal por el Distrito 4 de Baja California por la coalición Juntos Haremos Historia. Logra el triunfo al recibir el 70.75% de los votos emitidos, frente al 16.79% de los votos de su adversario de la coalición Por México al Frente, Ricardo Magaña Mosqueda. En las LXIV Legislatura que tuvo término en 2021, fue secretaria de la comisión de Asuntos Frontera Norte; e integrante de las comisiones de Federalismo y Desarrollo Municipal; de Igualdad de Género; y, de Vivienda.
En el proceso electoral de 2021 es postulada a la reelección para el mismo cargo y por el mismo distrito, pero en esta ocasión únicamente por Morena. Fue elegida con el 57.50% de los votos, contra el 12.59% para su competidora del Partido Encuentro Social (PES), Rosario Román Carrillo. Elegida a la LXV Legislatura de 2021 a 2024, en ella fue secretaria de la comisión de Asuntos Frontera Norte; e integrante de las comisiones de Federalismo y Desarrollo Municipal; y, de Vivienda.

### Fallecimiento
Fue postulada a su segunda reelección en las elecciones de 2024 por el mismo distrito. Sin embargo, el 1 de junio trascendió la noticia de su fallecimiento, que de forma posterior se confirmó había ocurrido en Tijuana desde el 23 de mayo, y habría sido ocultado por su familia y su campaña continuó operando. Tras lo cual habría logrado el triunfo en el proceso electoral del 2 de junio, pero el 1 de junio Morena hizo oficial su sustitución en la candidatura por Rocío López Gorosave, a quien se le asignan los votos recibidos.
Lo resultados electorales dieron total de 104 691 votos que representaron el 60.95% de los emitidos, en papeletas en donde aún aparecía el nombre de Andazola y que fueron oficialmente atribuidos a López Gorosave. La familia y el entorno cercano a Irma Andazola rechazaron la designación de su sustituta, señalándola por no vivir en Tijuana ni conocer el distrito electoral, además de su pasada militancia perredista; además de denunciar amenazas en su contra.